# Johann Joachim Becher
Johann Joachim Becher (Speyer, 1635. május 6. – London, 1682. október) mainzi orvos, közgazdász és tanár.

## Élete
Aközött a kápráztatóan sok tudományág közt, amelyekkel Becher foglalkozott, ott szerepel a nemzetgazdaságtan is 1664-től, s kalandos életében nemsokára ez játszotta az egyik főszerepet. Ebben az évben a pfalzi választóval tárgyalt a kereskedelem emelése tárgyában és nem sokkal később Münchenben telepedett le, ahol a fejedelemnek Unvorgreifliches Bedenken wegen Auffnehmen der Commerzien-Sachen című emlékiratában adott merkantilista tanácsokat, s evvel annyira magára haragította az ottani kereskedőket, hogy el kellett hagynia a várost. 1666-ban Bécsben császári tanácsosi minőségben fejtette ki programmját, erősen merkantilista tanait, amelyekben ajánlja, hogy az egész gazdasági életet az állam vezesse s regáljogainál fogva ragadja magához az ipar és kereskedés vezetését; állítson állami műhelyeket, áruraktárakat, bankot stb., a forgalmat pedig hatóságilag megállapított árszabályokkal szabályozza. Mind amellett Becher sem a pénzt nem becsüli túl, sem a földművelést nem nézi le, mint más merkantilista. Ide vágó művei: Politischer Discurs von den eigentlichen Ursachen des Auff- und Abnehmens der Städte, Länder und Republiken (1667). 1759-ben hatodik kiadását érte; emlitésre méltók ebben Bechernek a népességről való merkantilista tanai is, Gedanken und Verlauf über das Confiscations-Werck der Französischen Waaren und Manufakturen in Teutschland stb. Korának legmunkásabb alkémistái közé tartozott. Mainzból Münchenbe, majd Bécsbe költözött, ahol addig kutatta, kereste a bölcsek kövét, mígnem teljesen hitelét vesztette. Ekkor ipartelepeket akart alapítani előbb Hollandiában, később pedig Angliában; a halál éppen akkor érte utol, midőn hasonló célból Nyugat-Indiába akart utazni. Alkímiára vonatkozó műve: Physica, subterranea és Supplementum m Physicam subterraneam.